# Вулиця Миколи Волковича
Ву́лиця Мико́ли Волко́вича — вулиця в Дарницькому районі міста Києва, селище Бортничі. Пролягає від межі міста до Польової вулиці.

## Історія
До 2024 року носила назву вулиця Івана Тургенєва на честь російського поета.
19 вересня 2024 року вулицю було перейменовано на честь українського хірурга, академіка ВУАН Миколи Волковича.